# Jitka Boho
Jitka Boho, rozená Válková (* 11. listopadu 1991 Třebíč) je česká zpěvačka, vítězka soutěže Česká Miss 2010, bývalá modelka a semifinalistka první Česko Slovenské SuperStar.

## Osobní život

### Vzdělání
Pochází z obce Nárameč, ležící v okrese Třebíč; dětství strávila v nedaleké obci Vladislav. Má sestru Šárku a bratra Jana. Na základní školu dojížděla do Budišova. V letech 2007–2010 studovala na Katolickém gymnáziu Třebíč. Po vítězství v soutěži Česká Miss 2010 studium na 1,5 roku přerušila; v září 2011 znovu nastoupila do třetího ročníku na gymnázium v Praze. V květnu 2013 složila maturitní zkoušku z biologie, fyziky, češtiny a angličtiny s vyznamenáním. Poté začala studovat na Přírodovědecké fakultě Univerzity Karlovy obor Biologie a geologie.[zdroj?]

### Soutěže krásy a kariéra
Ve finále ročníku 2010 byla jeho nejmladší a se svojí výškou 171 cm zároveň i nejnižší účastnicí. V srpnu 2010 se zúčastnila v Las Vegas i soutěže Miss Universe a probojovala se mezi 15 nejkrásnějších dívek. Léta 2009 se stala i vítězkou soutěže Miss pláž, která se koná každoročně na pláži Vranovské přehrady.
Boho rovněž zpívá – do roku 2010 působila tři roky ve studentské kapele Spirit Rock, v roce 2009 soutěžila v Česko Slovenské SuperStar, kde skončila mezi čtyřicítkou nejlepších. Roku 2010 nazpívala s Josefem Vágnerem duet Díky letu motýlů na jeho album Vždycky stejně krásná. V roce 2011 hrála ve filmu Bastardi 2 v roli paní Valovské. Léta 2014 nadabovala jednu z hlavních dam v družině krále ve filmu Hercules. V roce 2017 účinkovala v hudební show Tvoje tvář má známý hlas.[zdroj?]

### Soukromý život
Jejím dlouholetým přítelem byl výživový poradce, trenér, produkční (o dvacet let starší) Miroslav Cipra, jejich vztah trval od soustředění České Miss 2010 do března 2014. Rozešli se i přesto, že se v létě 2013 zasnoubili. Od května do července 2014 udržovala vztah s Adamem Klavíkem, finalistou soutěže Muž roku 2012. Od listopadu 2014 se partnerem stal muzikant Lukáš Boho, za nějž se v červenci 2015 provdala a 29. 11. 2015 se jí narodila dcera Rosalie. V roce 2020 se rozvedla a od roku následujícího je jejím partnerem ekonom, pedagog VŠE a politik Tomáš Hřebík, s nímž má syna Tadeáše, který se narodil 10. 10. 2022.[zdroj?] V roce 2025 se s Tomášem Hřebíkem rozešli.[zdroj?]